# 須川修身
須川 修身（すがわ おさみ、1948年5月26日 - ）は日本の火災科学者。公立諏訪東京理科大学名誉教授。

## 略歴
高校は佐世保北高等学校に在籍・卒業し、大学は東京理科大学へ進学した。
1973年 東京理科大学理学部応用化学科卒業。1981年 東京理科大学大学院理学研究科修了。
1987年から2005年まで東京理科大学で教授を務め、2002年から2019年まで公立諏訪東京理科大学で教授を務めた。
2020年、公立諏訪東京理科大学から名誉教授の称号が授与された。